# Onthophagus vividus
Onthophagus vividus là một loài bọ cánh cứng trong họ Bọ hung (Scarabaeidae).